# 羅伊·克爾
羅伊·帕特里克·克爾，CNZM（英語：Roy Patrick Kerr，1934年5月16日—），新西蘭數學家，愛因斯坦場方程式的精確解、描述一旋轉大質量天體（例如克爾黑洞）周遭引力場的克爾度規的提出者。

## 生平

### 早年
克爾出生於新西蘭庫勞。他的母親在其3歲時逝世。當他的父親去打仗時，他被送到一個農場生活，在其父親服役回來後，他們一家搬到了基督城。克爾後來因其父親曾經在前校長底下工作而成功進入聖安德魯中學就讀。
克爾於20世紀70年代中期曾經是一位代表新西蘭的橋牌運動員，他同是對稱中繼系統（一種投標系統）的設計者之一。

### 學術生涯

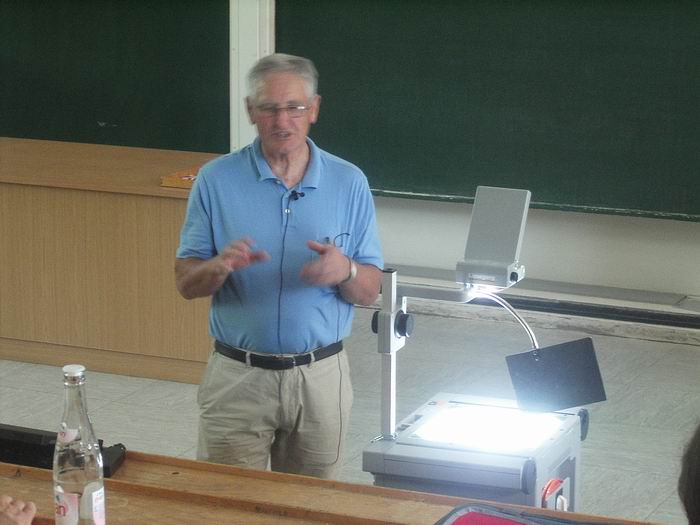
克爾在2006年柏林領取馬塞爾·格羅斯曼獎時講授

克爾於聖安德魯中學唸書時數學天賦便表現了出來。雖然當時沒有數學老師在那兒，但他仍然能夠進入坎特伯雷大學的前身－新西蘭大學數學系三年級就讀。但校規不容許克爾於1954年畢業，因此他逗留在坎特伯雷大學至1955年9月後轉至劍橋大學就讀，並在1959年在那裡獲得博士學位。他的論文主題為關於廣義相對論運動的方程的難題。
在得到博士學位後，克爾曾經短暫於愛因斯坦的合作者彼得·伯格曼任教授的雪城大學工作，之後他於美國空軍賴特-帕特森空軍基地工作了一段時間。克爾曾經推測美國空軍創建了一個研究廣義相對論的機構可能是為顯示海軍有能力做基礎性研究。
1962年，克爾到了奧斯汀德克薩斯大學，1年後，他在那裡提出了克爾度規。1965年克爾與阿爾弗雷德·施爾德一起提出克爾-施爾德時空（Kerr-Schild spacetimes）。在他在德克薩斯州的時候，他教出了4個博士生。除此之外，克爾還被《破解愛因斯坦的密碼：相對論和黑洞物理學的誕生》的作者弗尔维奥·梅利亚採訪以加入他所提出的理論，為此他也幫忙寫了後記。
1971年，克爾回到了新西蘭的坎特伯雷大學任教，直到他於1993年退休。克爾前前後後為坎特伯雷大學擔任了22年的數學系教授，其中包括了10年的數學系主任。
2008年，克爾被任命為於意大利佩斯卡拉的葉夫根尼·利弗席茲（Yevgeny Lifshitz）ICRANet公司主席。2009年，關於克爾的生活的半自傳書《破解愛因斯坦的密碼 （页面存档备份，存于）》（Cracking the Einstein Code）出版。2012年12月20日，阿爾伯特·愛因斯坦學會宣佈克爾獲得了2013年的阿爾伯特·愛因斯坦獎章，為第一位獲得此獎的新西蘭的人。2015年，克爾獲坎特伯雷大學頒授榮譽自然科學博士。2016年，瑞典皇家科學院宣佈克爾獲克拉福德獎。

## 個人生活
克爾的妻子名叫瑪格麗特（Margaret）。2013年，他們由基督城搬到陶朗加。

## 榮譽
- 海克特紀念獎章（英语：Hector Memorial Medal）（1982）
- 休斯獎章（1984）
- 新西蘭皇家學會盧瑟福勳章（英语：Rutherford Medal (RSNZ)）（1993）
- 馬塞爾·格羅斯曼獎（2006）[16]
- 紐西蘭功績勳章（2011）[17]
- 阿爾伯特·愛因斯坦獎章（2013）[13]
- 克拉福德獎（2016）[15]

## 延伸閱讀
- Review of Cracking the Einstein Code （页面存档备份，存于）
- 羅伊·克爾在數學譜系計畫的資料。
- Kerr, R. P. . Phys. Rev. Lett. 1963, 11 (5): 237. Bibcode:1963PhRvL..11..237K. doi:10.1103/PhysRevLett.11.237.
- Kerr, R. P.; & Schild, A. . Proc. Symp. Appl. Math. 1965, 17: 119.
- Debney, G.C.; Kerr, R. P.; & Schild, A. . J. Math. Phys. 1969, 10 (10): 1842. Bibcode:1969JMP....10.1842D. doi:10.1063/1.1664769.

## 外部連結
- Cracking the Einstein Code by Fulvio Melia
- Roy Patrick Kerr（页面存档备份，存于）
- Professor Roy Kerr
- University of Canterbury: Roy Kerr
- Man of Mystery
- Roy Kerr（页面存档备份，存于）
- Marcel Grossmann meetings
- Kerr Fest & CV （页面存档备份，存于）
- The Kerr Spacetime
- Kerr family history （页面存档备份，存于）